# Kartengestaltung
Die Gestaltung von kartografischen Produkten umfasst alle Schritte zur bestmöglichen Darstellung der Sachverhalte je nach Thema, Ausgabeart und Nutzergruppe. Bei der Kartengestaltung müssen zahlreiche Aspekte der inhaltlichen Konzeption und grafischen Ausgestaltung einbezogen werden. Während Planung und Umsetzung bei amtlichen Kartenwerken stark reglementiert sind, bietet die thematische Kartografie großen Gestaltungsspielraum, erfordert aber auch für jede Karte eine durchdachte Konzeption.

## Gestaltung thematischer Karten
Im Verlauf der Entstehung einer thematischen Karte von den ersten redaktionellen Vorplanungen über die inhaltliche Konzeption und Datenaufbereitung bis zur graphisch-methodischen Umsetzung finden folgende Faktoren Beachtung (die Reihenfolge kann variieren):
- Thema: Sind die vorhandenen Objekte/Sachverhalte im räumlichen Bezug sinnvoll darstellbar?

- Aussage: Soll die Karte einen vorgegebenen Inhalt vermitteln oder soll die Verknüpfung von Inhaltsaspekten neue Erkenntnisse ermöglichen?

- Nutzerkreis, Zweck: Von welchem Personenkreis und mit welchem Ziel soll die Karte genutzt werden?

- Ausgabemedium und -umfeld: Druck oder digitale Ausgabe, alleinstehende Karte oder Teil eines Kartenwerks bzw. Ergänzung eines Textes? Entsprechende Vorgaben sind zu beachten.

- Darstellungsgebiet und Maßstab festlegen. Hierzu gehört auch die Entscheidung über eine Insel- oder Rahmenkarte und bei kleinen Maßstäben über den passenden Kartennetzentwurf.

- Datenerhebung oder -recherche für die darzustellenden Sachverhalte. Daten auswählen und aufbereiten, klassifizieren etc.

- Wahl der spezifisch passenden Darstellungsmethode. Abhängig von Thema, Zielaussage, Nutzerkreis, Maßstab, Datenlage, Ausgabemedium… Systematiken graphischer Darstellungsmethoden wurde z. B. von Arnberger, Imhof, Witt und Salistschew entwickelt. Sie dienen weiterhin als Grundlage für die Methodik thematischer Karten. Siehe dazu auch: Signatur (Kartografie).

- Auswahl und Quelle der kartografischen Grundlagenelemente. Für die Umsetzung und räumliche Einordnung der thematischen Inhalte muss eine passende Kartengrundlage erstellt werden. Meist kommen hier Elemente aus topografischen Karten zur Anwendung oder Grundlagendateien aus GIS-Software. Die Auswahl folgt dabei immer den Bedürfnissen der Kartenaussage, der Darstellungsmethodik und des Maßstabs. Häufig werden die Grundlagenelemente noch einem Generalisierungsprozess unterzogen.

- Umsetzung entsprechend der Methodenwahl. Dabei spielen noch weitere Faktoren eine Rolle, z. B. graphische Dichte, graphischen Ebenen, Farb- und Form-Assoziationen, Erfassbarkeit. Hier erfolgt auch die Platzierung der Textelemente.

- Auswahl und passende Gestaltung der weiteren Kartenbestandteile (Legende, Maßstabsleiste, Titel, Nordpfeil…).

## Gestaltung von Karten für Unterrichtszwecke
Karten für die Schule sollten lehrplan-/rahmenplanadäquat, altersgemäß, übersichtlich und anschaulich gestaltet werden. Schulkarten sind in erster Linie maßstäblich verkleinerte, vereinfachte und verschlüsselte Draufsichtsabbildungen von Strukturen und Prozessen in Erdräumen, sollen der georäumlichen Vorstellungsbildung dienen und den Schülern Informationen über georäumliche Komponenten der Natur und der Gesellschaft vermitteln. Sie dienen also nicht vorrangig lexikalischen Zwecken, auch wenn sie Demonstrations-, Kommunikations- und Erkenntnismittel des Unterrichts sind. Karten für den Schulunterricht müssen in starkem Maße nutzerorientiert bzw. zielgruppenorientiert sein. Mediendeterminismus („Hier ist das Produkt – schauen wir mal…“) ist zu vermeiden.
Daher gilt für ihre Gestaltung als Printmedium unter anderem:
- Der Titel einer Karte umfasst: Darstellungsthema und abgebildete Region.
- Jede Karte sollte den Zahlenmaßstab und einen Linearmaßstab (Maßstabsleiste)als Angaben im Kartenrand oder in der Legende enthalten.
- Jede Schulkarte sollte eine vollständige Legende oder Hinweise auf eine entsprechende Sammellegende bzw. Generallegende enthalten.
- Die inhaltliche und grafische Belastung der Karten muss dem Abstraktions- und Aufnahmevermögen der Schülerzielgruppe angepasst sein.(„Weniger ist mehr“ – diese Faustregel gilt besonders für die unteren Klassenstufen).
- Niveaugestufte Kartengestaltung (im Inhalt und in der Grafik) muss zwecks Steigerung des Abstraktionsvermögens der Schüler und ihrer Leistungen bei der Kartennutzung (beispielsweise Klasse 5 – Klasse 10) beachtet werden.
- Aus den beiden letztgenannten Grundsätzen leitet sich die Notwendigkeit von „Stufenatlanten“ ab; auch Verschleißgründe sprechen für sie.
- Die „Namenplatte“ ist so zu gestalten, dass ohne großes Legendenstudium Wesentliches von Unwesentlichem  und Bedeutendes von Unbedeutendem grafisch abgesetzt ist.
- Die Signaturen sollten weitgehend für sich selbst sprechen, nicht ausschließlich durch den „Geheimschlüssel“ der Legende dekodiert werden.
- Die Unterscheidbarkeit bzw. Differenzierung der Signaturen und Farben sollte semantisch und optisch deutlich sein.
- Zwecks Assoziationsförderung ist bei der Signaturenausprägung eine bildhafte Gestaltung zu beachten.
- In der Legende ist Signaturengruppenbildung zu berücksichtigen (Leitfarben und Leitformen); das Prinzip von Primär- und Sekundärsignaturen ist anzuwenden.
- Frontale Medien (zum Beispiel  Schulwandkarten) sollten mit entsprechenden Schülerarbeitsmitteln (z. B. Schulatlanten) im Regionalausschnitt und in der Grundanlage des Zeichenschlüssels möglichst übereinstimmen.
- Die frontalen Unterrichtsmittel sollten wegen notwendiger Fernwirkung noch stärker als die Schülerarbeitsmittel Wesentliches grafisch betonen, Unwesentliches zurücktreten oder entfallen lassen
- Die Anordnung der Karten im Atlas sollte der regionalen Abfolge des Lehrplans entsprechen.
- Im Atlas beginnt jede Region mit Gesamtübersichtsdarstellungen (Hauptkarten), denen als Nebenkarten regionale und thematische Beispiele folgen.

Schon auf der IV. Generalversammlung der IKV (Internationalen Kartographischen Vereinigung) im Jahre 1972 wurde den Beziehungen zwischen Kartenhersteller und Kartennutzer besondere Beachtung beigemessen. Nur so sei die Bestimmung der Wirksamkeit und der Leistungsfähigkeit der Informationen mit Hilfe der Karte auf unterschiedliche Gruppen von Kartennutzern möglich. Kartengestaltung und Kartennutzung sind wechselseitig einwirkende Komponenten des kartografischen Kommunikationsprozesses und müssen dementsprechend auch gleichrangig bearbeitet werden. Dies gilt besonders für die Schulkartografie, die altersgemäße Verständlichkeit und zweckdifferenzierte Anlage der kartographischen Darstellungsweisen sowie Befähigungen für Verfahrensweisen differenzierter Kartennutzung zu lenken hat.
Die Schulkartografie ist somit ein wichtiges Brückenglied zwischen der Schulpraxis als Kartennutzer und der praktischen Kartografie als Kartengestalter.
Es würde den Rahmen innerhalb dieser Enzyklopädie sprengen, wenn detailliert auf einzelne Kartenformen und Kartentypen eingegangen wird. Daher verweisen wir auf weiterführende Spezialliteratur.